# 신평리 공룡발자국 화석산지

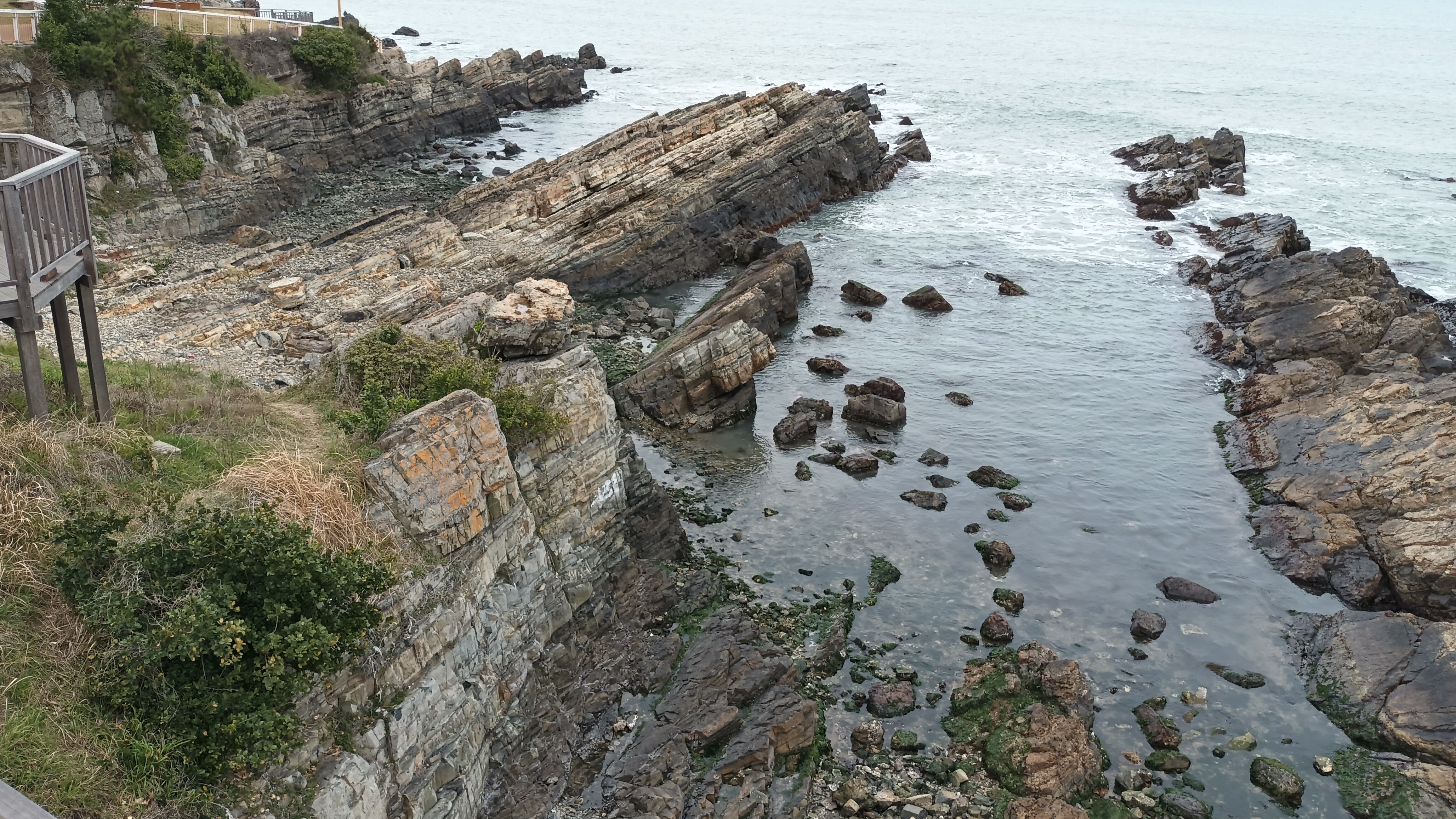
신평소공원 신평리 공룡발자국 화석산지

신평리 공룡발자국 화석산지는 대한민국 부산광역시 기장군 일광읍 신평리 신평소공원의 경상 누층군 이천리층에 발달한 공룡 발자국 및 뼈 화석 산지이다.

## 개요
경상 누층군 이천리층은 부산광역시 기장군 일광읍 이천리를 표식지로 하여 기장군 일광읍의 거의 전 지역과, 기장읍 신천리, 청강리-연화리, 금정구 청룡동의 계명산(599.9 m) 산정부, 부산진구 초읍동의 금정봉(399.9 m) 주변, 초읍동-부암동-연지동 경계 산악 지역에 분포한다. 일광 단층이 이천리층 분포지를 가로지른다.
부산광역시 기장군 일광읍 신평리의 신평소공원 해안에는 이천리층이 잘 드러나 있다. 이곳의 이천리층은 대체로 북동 70°의 주향과 북서 30°내외의 경사를 가지며 해안을 따라 단속적으로 노출되어 있으며, 전반적으로 조립질(역암, 사암)과 세립질(사암, 셰일, 이암) 우세 퇴적층이 수 미터 두께의 규모로 반복된다. 또한 방산충 화석을 함유한 처트역과 무척추동물의 생흔 화석이 산출되며, 특이 지질구조로 진동층에서도 보고된 바 있는 양방향 사엽층리, 지진 기원의 연질퇴적변형구조(SSDS: Soft-Sediment Deformation Structures)가 나타난다.
이곳의 이천리층에서는 진동층에서 보고된 것과 유사한 기원으로 해석되는 양방향성 사엽층리, 일본에서 기원된 것으로 해석되는 방산충 화석을 포함한 처트 역들과 연질퇴적변형구조, Skolithos 등과 같은 무척추동물의 생흔 화석, 조각류, 용각류, 수각류를 포함한 공룡발자국 화석과 새발자국 화석, 특이 형태의 척추동물 발자국 화석, 골편(骨片) 화석, 케이로레피드과(Cheirolepidaceae)에 속하는 Frenolopsis type으로 보이는 구과식물 화석이 확인된다. 국내에서 공룡발자국 화석 산출 퇴적층에 골편 화석이 함께 산출된 경우는 매우 드물다. 현지 안내판에 의하면 신평소공원 해안가에서는 조각류, 용각류, 수각류, 조류, 척추동물의 발자국 화석과 공룡 뼈 화석, 구과식물의 화석이 발견되었다.
본 지질명소는 부산광역시 내에 있으나 부산국가지질공원의 지질명소가 아니다. 

## 노두 사진
신평리 공룡발자국 화석산지/신평소공원 해안에는 아래 사진과 같이 이천리층의 노두가 잘 드러나 있으며 이천리층의 노두를 근접해서 관찰할 수 있다. 이곳에는 공룡발자국 화석산지 안내판 간이 무료주차장과 나무데크길, 배조형물전망대 같은 편의시설이 조성되어 있으며 주변에 카페, 펜션, 식당 등이 있다. 신평리 공룡발자국 화석산지에서는 북동쪽으로 약 4 km 떨어진 고리원자력발전소가 육안으로 관측된다. 

### 주의사항
이천리층의 노두는 바다에 바로 접해 있어 탐사 시 파도와 낙상에 주의하여야 하며 특히 화석산지 맞은편에 국가중요시설(통합방위법 제2조 13호)인 고리원자력발전소가 있기 때문에 보안업무규정 제32조, 항공안전법 제78조 및 제127조에 따라 드론 무단비행 및 항공사진 촬영이 금지되며 발전소 방향으로 사진을 촬영해서도 안 된다. 
기장군 일광읍 신평리 공룡발자국 화석산지/신평소공원의 이천리층 노두 (위도가 높은 순서대로 배열)
- 북위 35° 17′ 40.2″ 동경 129° 15′ 38.5″ / 북위 35.294500°  동경 129.260694°
- 북위 35° 17′ 41.4″ 동경 129° 15′ 39.3″ / 북위 35.294833°  동경 129.260917°
- 북위 35° 17′ 41.2″ 동경 129° 15′ 39.2″ / 북위 35.294778°  동경 129.260889°
- 북위 35° 17′ 41.0″ 동경 129° 15′ 39.4″ / 북위 35.294722°  동경 129.260944°
- 북위 35° 17′ 40.7″ 동경 129° 15′ 39.5″ / 북위 35.294639°  동경 129.260972°
- 북위 35° 17′ 40.0″ 동경 129° 15′ 39.7″ / 북위 35.294444°  동경 129.261028°
- 북위 35° 17′ 39.9″ 동경 129° 15′ 39.9″ / 북위 35.294417°  동경 129.261083°
- 북위 35° 17′ 38.4″ 동경 129° 15′ 39.5″ / 북위 35.294000°  동경 129.260972°
- 북위 35° 17′ 38.3″ 동경 129° 15′ 39.4″ / 북위 35.293972°  동경 129.260944°
- 북위 35° 17′ 37.9″ 동경 129° 15′ 39.4″ / 북위 35.293861°  동경 129.260944° 
사진 오른쪽 상단은 공룡 화석 안내판
- 북위 35° 17′ 37.9″ 동경 129° 15′ 39.3″ / 북위 35.293861°  동경 129.260917°
- 북위 35° 17′ 37.9″ 동경 129° 15′ 39.3″ / 북위 35.293861°  동경 129.260917° 
노두 뒤쪽의 건물은 카페솔(일광읍 일광로 582-23)
- 북위 35° 17′ 36.9″ 동경 129° 15′ 38.7″ / 북위 35.293583°  동경 129.260750°
- 북위 35° 17′ 36.3″ 동경 129° 15′ 38.6″ / 북위 35.293417°  동경 129.260722° 
검은색으로 칠한 부분은 고리원자력발전소
- 북위 35° 17′ 36.0″ 동경 129° 15′ 37.4″ / 북위 35.293333°  동경 129.260389°

## 교통
신평소공원은 일광로 도로에 인접해 있으며 간이 주차장이 있고 인근에 카페 등 편의시설이 있다. 
- 지번: 기장군 일광읍 신평리 11-1
- 도로명주소 : 일광읍 일광로 582-23~582-44 일대

### 버스
신평소공원에서 가장 가까운 정류장은 일광로 상의 신평 정류장이다. 
- ● 180번 : 월내역 ↔ 임랑마을 ↔ 신평 ↔ 이동방파제 ↔ 일광역 ↔ 기장군청 ↔ 청강리 (배차간격 50분)
- ● 188번 : 정관읍 ↔ 장안고등학교 ↔ 좌천역 ↔ 임랑해수욕장 ↔ 이동방파제 ↔ 일광역 ↔ 기장군청 ↔ 기장역 ↔ 교리초등학교 ↔ 안평차량사업소 (배차간격 34분)

## 같이 보기
- 경상 누층군 이천리층
- 부산광역시의 지질 (부산국가지질공원)